# Triclaria malachitacea
Triclaria malachitacea е вид птица от семейство Папагалови (Psittacidae), единствен представител на род Triclaria. Видът е почти застрашен от изчезване.

## Разпространение
Видът е разпространен в Бразилия.